# 토드 브라우닝

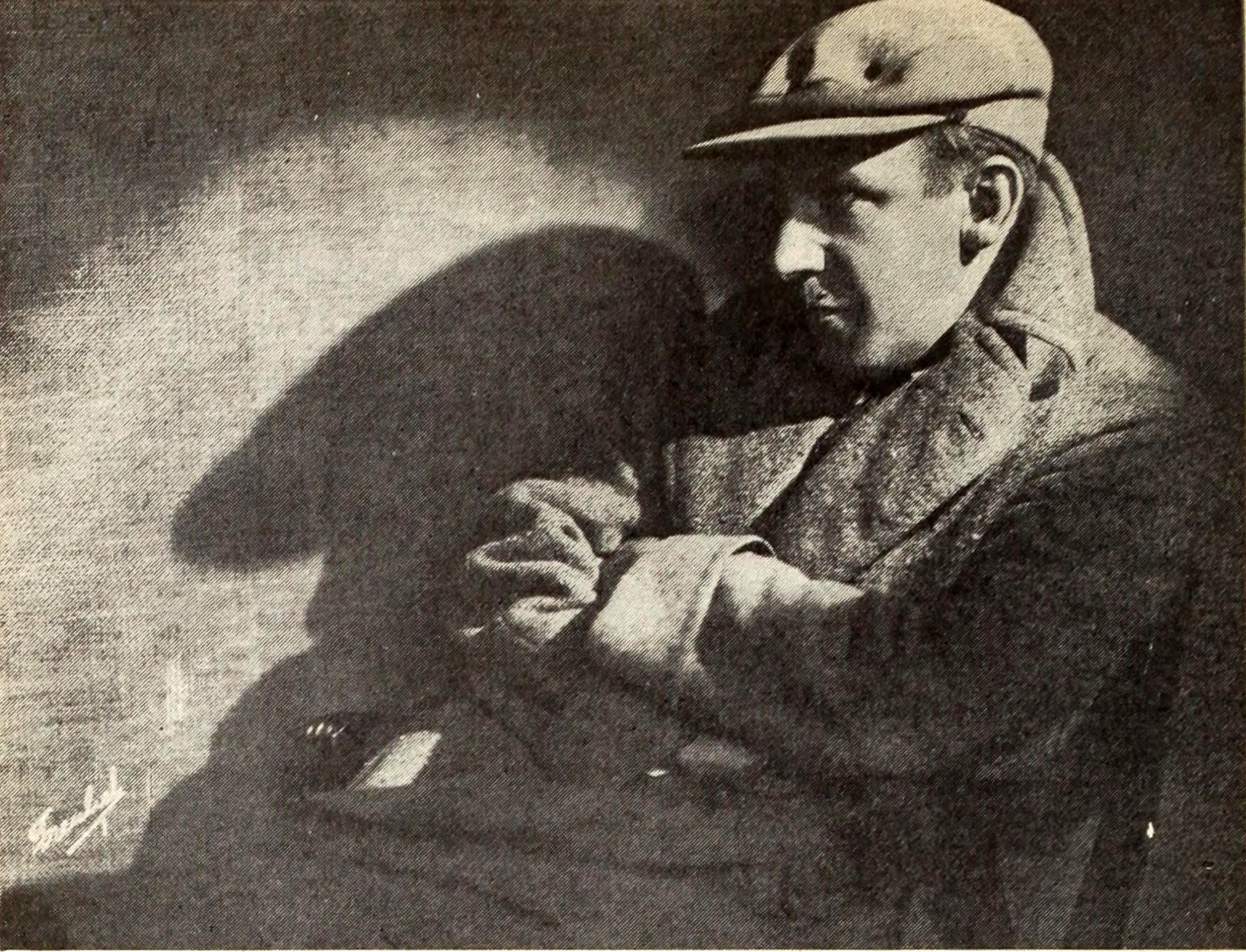

토드 브라우닝(Charles Albert Browning, 1880년 7월 12일 ~ 1962년 10월 6일)는 미국의 배우, 영화 감독, 각본가, 영화배우, 영화 프로듀서, 연극 배우, 무대 연출가이다.
루이빌에서 태어났으며 샌타모니카에서 사망하였다. 사인은 후두암이다.

## 영화
- 악마의 인형 (1936년)
- 마크 오브 더 뱀파이어 (1935년)
- 프릭스 (1932년)
- 아이언 맨 (1931년)
- 드라큐라 (1931년)
- 괴인 서커스단의 비밀 (1927년)
- 아웃사이드 더 로우 (1920년)
- 인톨러런스 (1916년)